# Melchor de Velasco Agüero
Melchor de Velasco Agüero (Ribamontán al Mar, Cantabria-†Santiago de Compostela, 4 de septiembre de 1669) fue un arquitecto cántabro del barroco, activo principalmente en Galicia y Asturias. Fue sobrino de Marcos de Velasco Agüero.

## Biografía

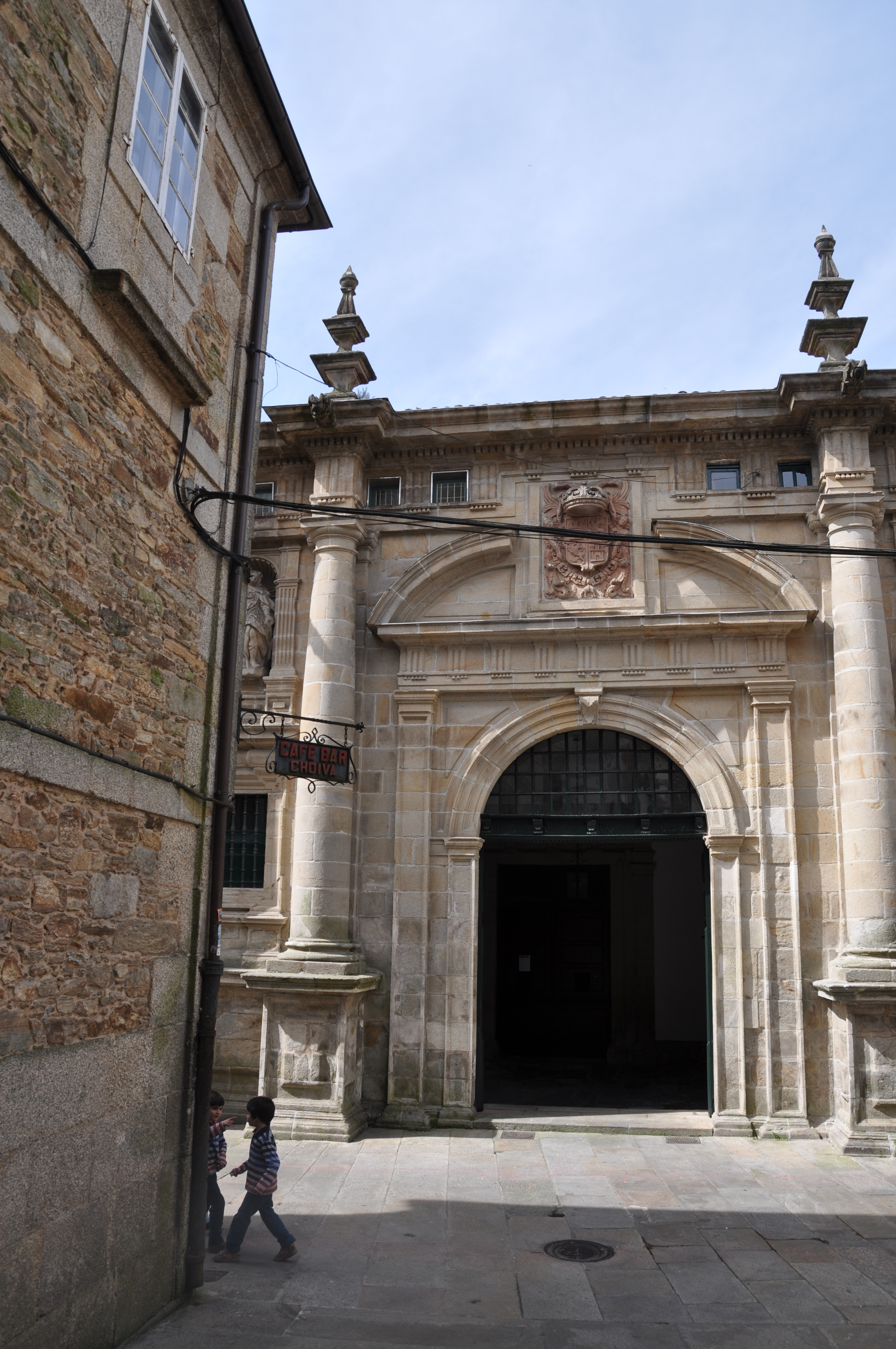
Monasterio de San Pelayo de Antealtares, Santiago de Compostela

En Oviedo realizó en 1654 las trazas de la torre del Monasterio de San Pelayo y el proyecto de reforma del Convento de Santa Clara. En 1656 fue contratado para construir el muelle de Candás. En 1657 realizó la Casa de los Oviedo-Portal, regidores de la capital asturiana. Se afincó en Galicia en 1658, construyendo el claustro, celdas y portería del Convento de San Paio hacia la Vía Sacra. En Orense, donde una calle lleva su nombre, fue autor de la iglesia del Monasterio de Celanova, terminando la fachada en 1653. En 1661 participó en la reconstrucción del interior del monasterio. En 1667 fue autor de la reconstrucción del puente romano de Orense. En 1662 fue contratado para realizar la cárcel de Santiago de Compostela, y en 1664 realizó en el convento de Belvís parte del ala Sur. En 1664 también facturó la iglesia del Colegio de Nuestra Señora de los Remedios. Los monjes de San Martín de Pinario lo designaron maestro de obras y Velasco participó en la ampliación del monasterio. En 1668 se encargó de la reparación de la bóveda de la capilla del Hospital Real de Santiago. También participó en el reconocimiento de la iglesia del convento de Recoletas Agustinas de Lugo, obra firmada por Antonio Rodríguez Maseda.